# 시미즈 신타로
시미즈 신타로(일본어: 清水 慎太郎, 1992년 8월 23일 ~ )는 일본의 축구 선수로 현재 캄보디아 프리미어 리그의 프놈펜 크라운에서 공격수로 활약 중이다.

## 구단 경력
그는 2011년부터 2021년까지 J리그의 오미야 아르디자, 파지아노 오카야마, 미토 홀리호크, FC 류큐에서 활동하였다.

## 대회 성적

### 클럽
오미야 아르디자
- J2리그 : 우승 (2015)
- 천황배 : 4강 (2016)

 프놈펜 크라운
- 캄보디아 프리미어 리그 : 준우승 (2023-24)
- 훈센컵 : 준우승 (2023-24)